# Галимов, Айдар Ганиевич
Айдар Ганиевич Галимов (тат. Айдар Гани улы Галимов; баш. Айҙар Ғәни улы Ғәлимов; род. 23 февраля 1967, Маданият Целиноградской области Казахской ССР) — российский певец. Заслуженный артист Республики Башкортостан (1995) и Республики Татарстан (1996), народный артист Республики Башкортостан (2011) и Республики Татарстан (2008).

## Биография
Родился 23 февраля 1967 года в селе Маданият, Целиноградской области, Казахской ССР. Через год семья вернулась в родной, Миякинский район Башкортостана, в деревню Большие Каркалы, где прошли детство и юношество певца.
После окончания Уфимского автотранспортного техникума (1986), Айдар Галимов служил в Вооружённых силах СССР, в 7-й гвардейской воздушно-десантной дивизии (г. Каунас, Литовской ССР). Демобилизовавшись, сразу поступил в Башкирский государственный университет (ныне Уфимский университет науки и технологий) на юридический факультет, который успешно закончил в 1993 году. Второе высшее образование получил в вокальном отделении музыкального факультета Казанского государственного педагогического университета (1996—2001). Живёт и работает в Уфе.
13 марта 2011 года избран депутатом Государственного Собрания — Курултая Республики Башкортостан от Иглинского одномандатного избирательного округа, набрав более 86 % голосов. Выдвигался от «Единой России».
В сентябре 2013 от политической партии "ЕДИНАЯ РОССИЯ" избран депутатом Госсобрания. Предуральский одномандатный избирательный округ №36. В округ входили Бижбулякский, родной для певца Миякинский и Стерлибашевский районы, где по итогам за Айдара проголосовали 84% избирателей.

## Семья
Женат на Зиле Яласовой, с которой познакомился во время учёбы в Уфимском автотранспортном техникуме. Дочери Гузель и Айгиза. Сын Данияр.
Занимается кикбоксингом. Интересуется футболом и хоккеем, с детства болеет за ХК «Салават Юлаев».
Младшего сына назвал в честь футболиста Динияра Билялетдинова.

## Творческая деятельность
Творческую деятельность начал с 1989 года, став Лауреатом радиоконкурса, посвящённого 70-летию Башкирской АССР. В 1990—1993 годах — вокалист ВИА «Азамат» при ДК «Авангард», руководителем которого был Асхат Насыров. В ВИА "Азамат", Айдар играл с такими прославленными музыкантами, как Марат Исламов, Ринат Байрамгалин, Слава Курбановский, Марк (Стив) Гордон, Валерий Курятников и др. В 1990 году стал дипломантом конкурса «Татар жыры» (г. Туймазы). Под его руководством в Уфе в 1993 году создана эстрадная студия «Айдар» (впоследствии названная театром-студией «Айдар»). Дебют на профессиональной сцене — с песней «Моңнар кайтсын авылга» (Р. Чурагулов, Р. Хакимов).
Широкая гастрольная деятельность началась в 1993 году с концертов в Казани и Уфе, городах Татарстана и Башкортостана, во многих регионах Российской Федерации. Первые зарубежные гастроли состоялись в Узбекистане в 1995 году.
В репертуаре Галимова более 400 песен на татарском, башкирском, русском, английском.

## Дискография
- 1996 — Туган көнең белән!
- 1998 — Абага чәчәге
- 1998 — Вакытларны булмый туктатып…
- 1999 — Айдар 2000
- 2000 — Сезнең белән 10 ел бергә
- 2001 — Бәхет бит ул
- 2002 — Яшәргә икән, яшәргә!
- 2004 — Дәрвиш юлы
- 2005 — Син — минем җанымның яртысы (CD/DVD)
- 2005 — Еллар. Юллар. Жырлар (Live)
- 2007 — Лучшие песни 1990—1995 (сборник)
- 2008 — Син булганда…
- 2008 — Моң артыннан моңлы сәяхәт (DVD)
- 2009 — Гомер буйлап барам
- 2010 — Безнең кино (DVD)
- 2010 — Алтын коллекция 1990—2000, Алтын коллекция 2000—2010 (МРЗ)
- 2011 — Сөю юлы (DVD)
- 2013 — Бер мизгел (DVD)
- 2014 — Язган язмышыбыз (СD)
- 2016 — Яңа сулыш (CD)
- 2016 — Рәхмәт сиңа, җырым-канатым! (DVD)
- 2017 — Яңа сулыш (DVD)
- 2017 — Ак хыяллар (MP3 сборник)
- 2017 — Юбилейный концерт «50 лет» (DVD)

## Награды

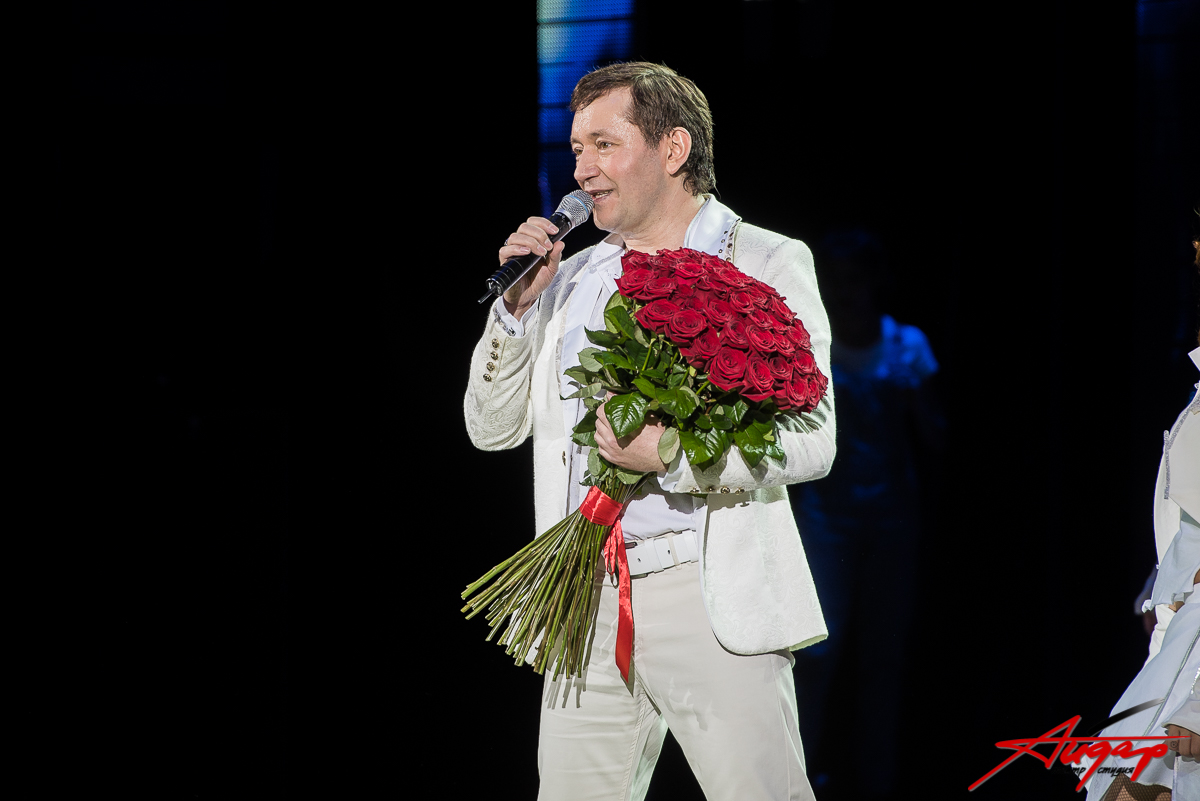
Айдар Галимов во время юбилейного концерта

За особые заслуги в области татарской и башкирской национальной культуры Айдару Галимову были присвоены почётные звания «Заслуженный артист Республики Башкортостан» (1995) и «Заслуженный артист Республики Татарстан» (1996). 23 мая 2008 года Президентом Татарстана Минтимиром Шаймиевым был подписан Указ о награждении Айдара Галимова высоким званием «Народный артист Татарстана». 27 июля 2011 года Президент Башкортостана Рустэм Хамитов подписал Указ о награждении Айдара Галимова высоким званием «Народный артист Башкортостана».